# Солнечная (станция)
Со́лнечная (до 1965 года — Суково) — станция Киевского направления Московской железной дороги в городе Москве. Входит в Московско-Смоленский центр организации работы железнодорожных станций ДЦС-3 Московской дирекции управления движением. По характеру основной работы является грузовой, по объёму выполняемой работы отнесена к 1-му классу. Открыта в 1899 году.
Первая станция на этом направлении за МКАД и последняя в границах Москвы до 1 июля 2012 года (следующая станция Внуково — на территории Новой Москвы).

## Расположение
Расположена в северной части района Солнцево города Москвы. Находится в 16 километрах от Киевского вокзала, это расстояние ранее преодолевалось электричками за 16-23 минуты. Для некоторых маршрутов электричек является конечной (самой близкой к Киевскому вокзалу).

## Технические особенности
На станции осуществляется формирование товарных составов, имеется порядка 20 путей. Существует однопутное электрифицированное ответвление в южном направлении в сторону Новопеределкино (бывший подъездной путь Западной водопроводной станции). Один из подъездных путей — на ОАО «Московский комбинат шампанских вин» на северо-восток идёт вдоль трёхпутного главного хода четвёртым путём внутрь МКАД мимо платформы Мещерская, и далее севернее.
Выделяются четыре парка: Парки А и Б по сторонам от главных путей, Сортировочный парк к северу от них, парк Новопеределкино на ответвлении на юг.
С двух сторон границ станции и по самой станции проходят четыре главных пути Киевского направления Московской железной дороги (по двум путям осуществляется пригородное и городское движение электропоездов по МЦД-4, а по двум другим – поезда дальнего следования, дальнепригородные электропоезда Киевского направления, грузовые поезда, маневровые составы и самоходные составы специального назначения. Четырёхпутный ход заканчивается на станции Апрелевка Киевского направления Московской железной дороги, там же заканчивается Калужский радиус МЦД-4.

## Остановочный пункт
Остановочный пункт Солнечная имеет три пассажирские платформы, оборудованные крытыми арочными навесами по всей длине. Две двухпутные островные платформы, расположенные посередине путей, служат для остановки электропоездов, следующих по главной магистрали или прибывающих на станцию как на конечную, а однопутная береговая с юго-восточной стороны — для электропоездов, следующих на ответвление на остановочный пункт Новопеределкино, находящийся в границах той же станции. Все платформы оборудованы турникетами. Отнесён к тарифной зоне 2.
Над станцией оборудован крытый остеклённый пешеходный переход, сочетающий в себе функции вестибюля, кассового турникетного павильона и торгового комплекса. Для выхода на платформы из крытого перехода предусмотрены лестницы и лифты. Северный выход ведет к автостоянке, Проектируемому проезду № 5501 и Мещерскому природному парку, южный выход — к Попутной и Наро-Фоминской улицам, конечной остановке автобусов и ветеринарной лечебнице, в 5 минутах ходьбы — Боровское шоссе.
Изначально станция не была оборудована турникетами и имела только островные платформы без навесов и обычный надземный переход с лестницами. В 2012 году было начато обустройство подъездного пути в сторону Западной водопроводной станции длиной 2,5 км на юг для пассажирского движения. Был реконструирован путь, проведена электрификация. В основной части станции Солнечная для электропоездов до нового остановочного пункта Новопеределкино сделана дополнительная платформа с юго-восточной стороны.
С 2015 по 2017 год была проведена комплексная реконструкция платформ и сооружение нового широкого крытого перехода-вестибюля с турникетами, после чего старый переход был разобран. Открытие нового перехода-вестибюля состоялось 29 июня 2017 года.
В 2023 году станция была дополнительно обновлена к запуску движения по линии МЦД-4. Также с запуском МЦД-4 было прекращено беспересадочное сообщение от станции Солнечная до Киевского вокзала, а также до станции Нара. Для проезда до Киевского вокзала, а также в дальний пригород пассажирам предлагается пересесть на станциях Апрелевка, Переделкино, Очаково I, Аминьевская или Минская.

## Коммерческие операции, выполняемые на станции
- (О) — Посадка и высадка пассажиров на (из) поезда пригородного и местного сообщения. Приём и выдача багажа не производятся.
- (§ 3) — Приём и выдача грузов повагонными и мелкими отправками, загружаемых целыми вагонами, только на подъездных путях и местах необщего пользования.
- (§ 10Н) — Приём и выдача грузов в универсальных контейнерах массой брутто 24 (30) и 30 т на подъездных путях[7].

## Наземный общественный транспорт
На этой станции можно пересесть на следующие маршруты городского пассажирского транспорта:
- Автобусы: 330, 707, 734, 750, 862, 950, Sk3

## Галерея

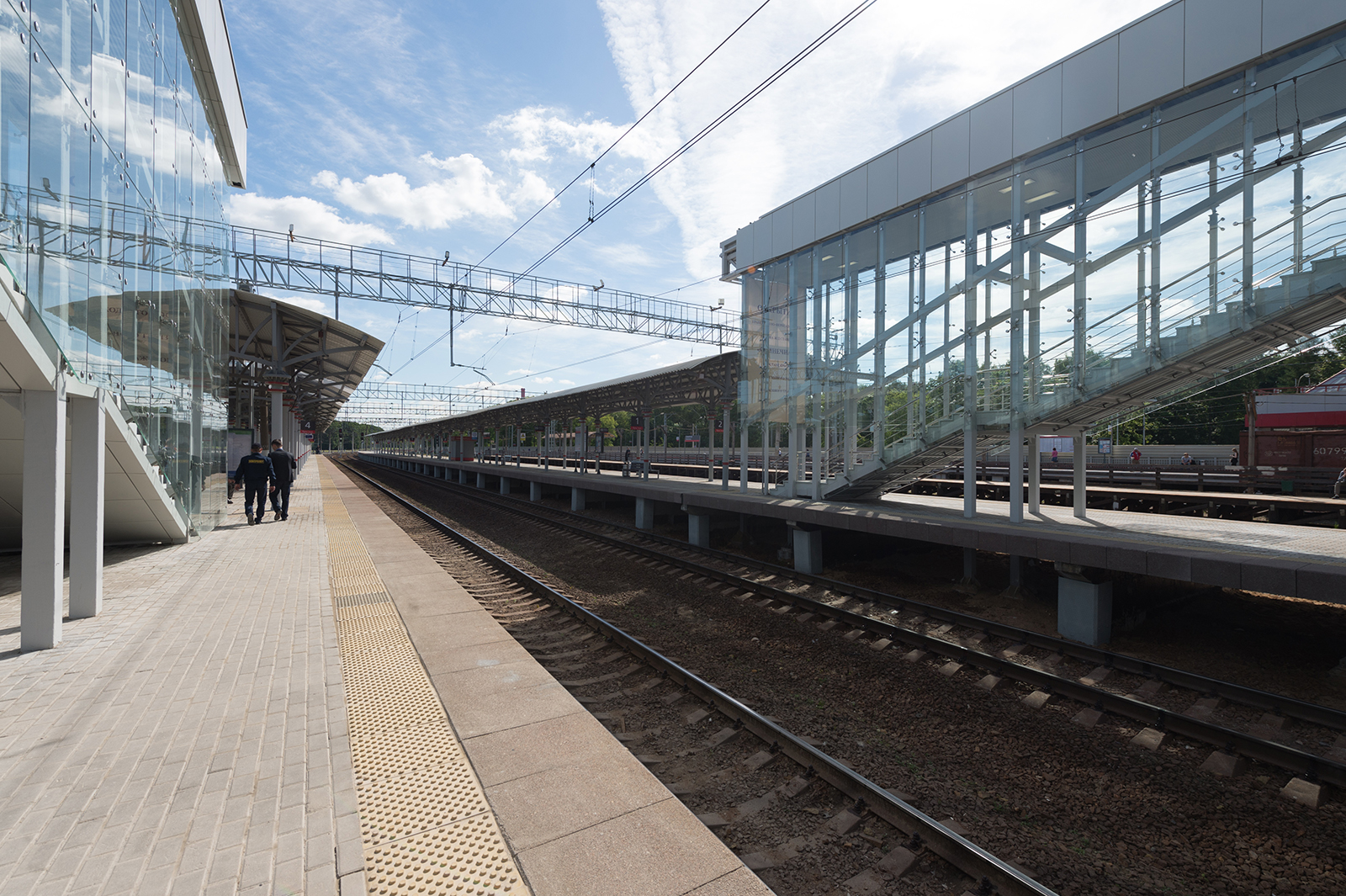
Островные платформы
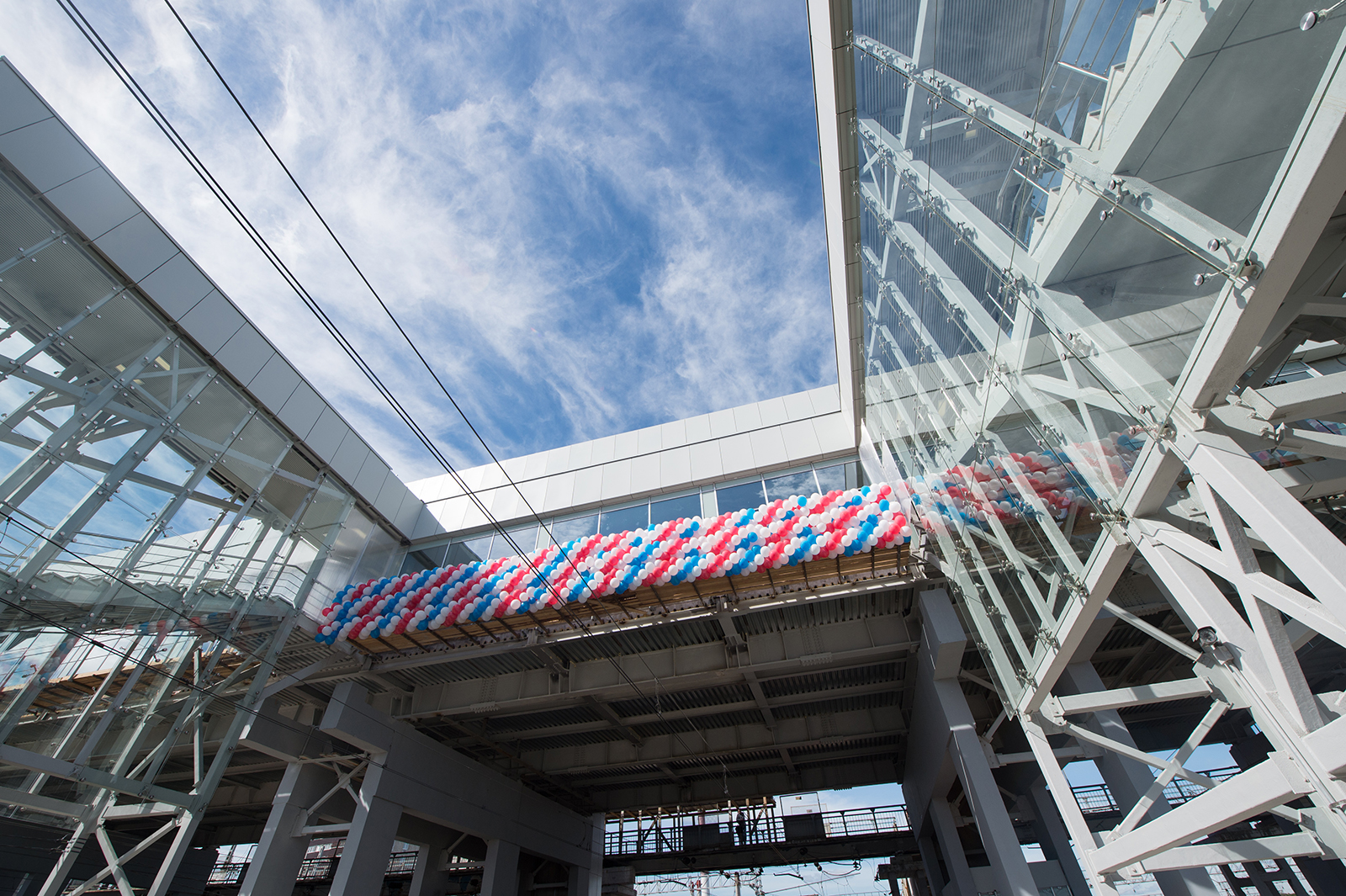
Пешеходный переход с кассово-турникетным залом
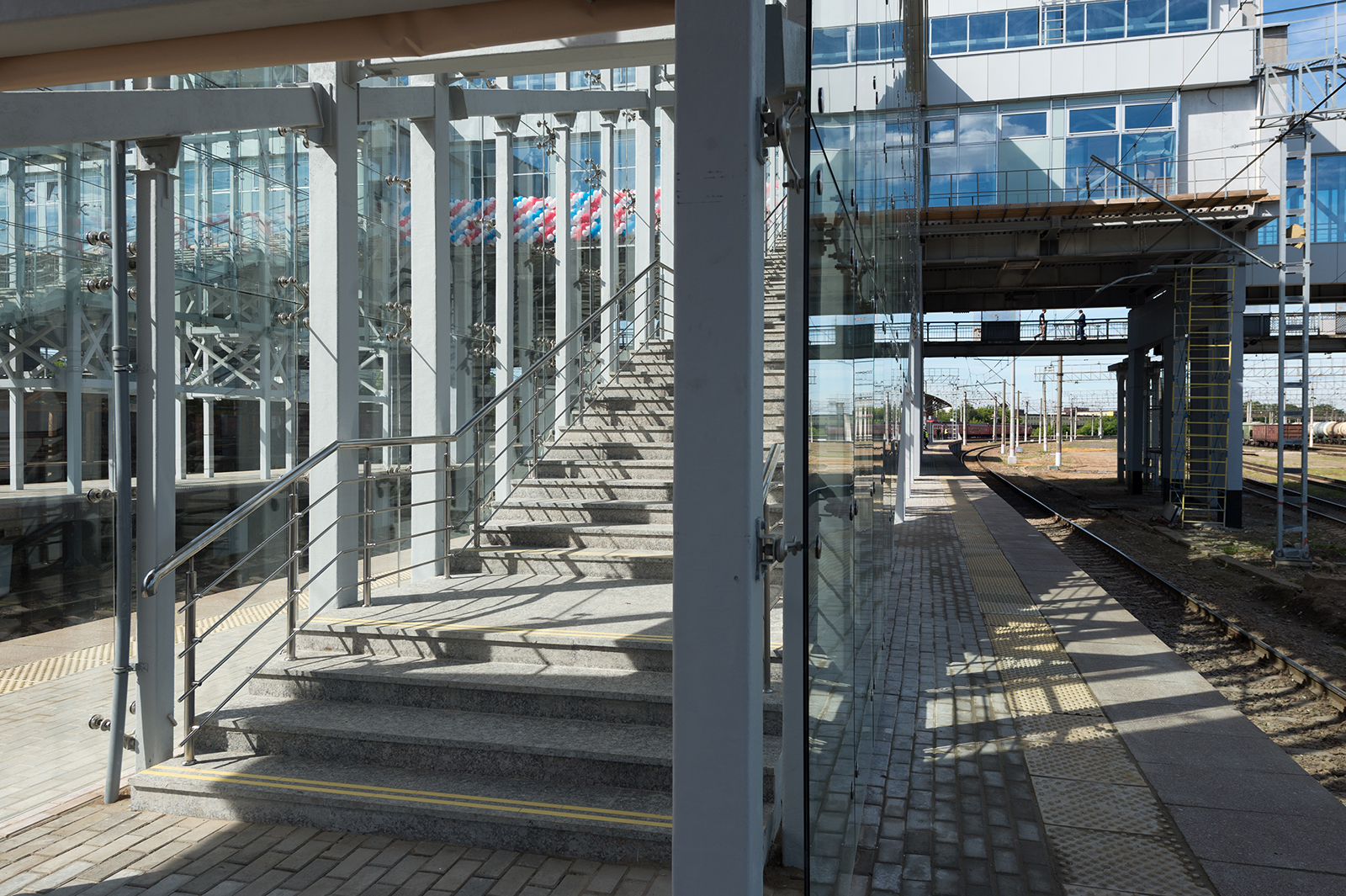
Лестницы на платформы
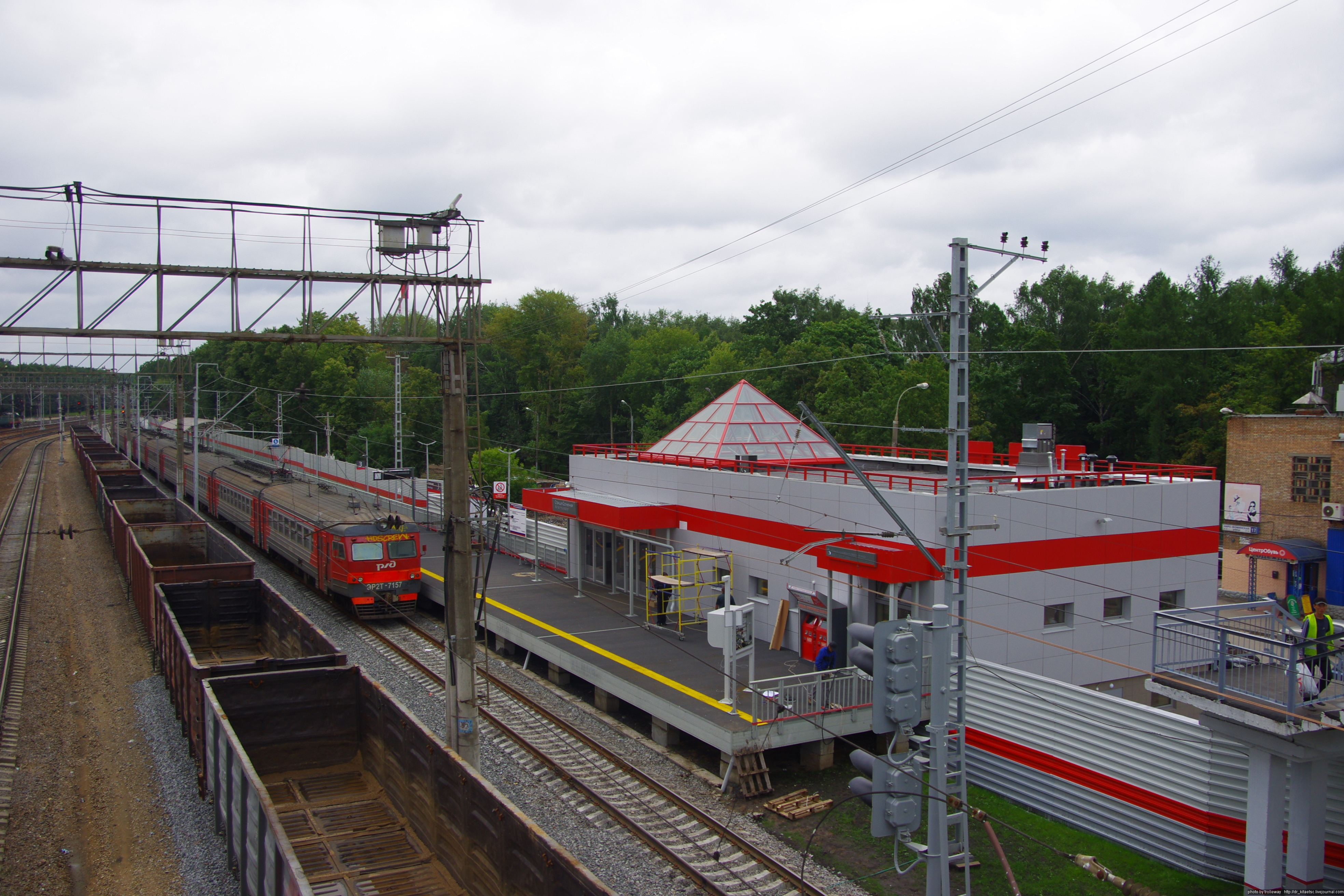
Береговая платформа для электропоездов на Новопеределкино
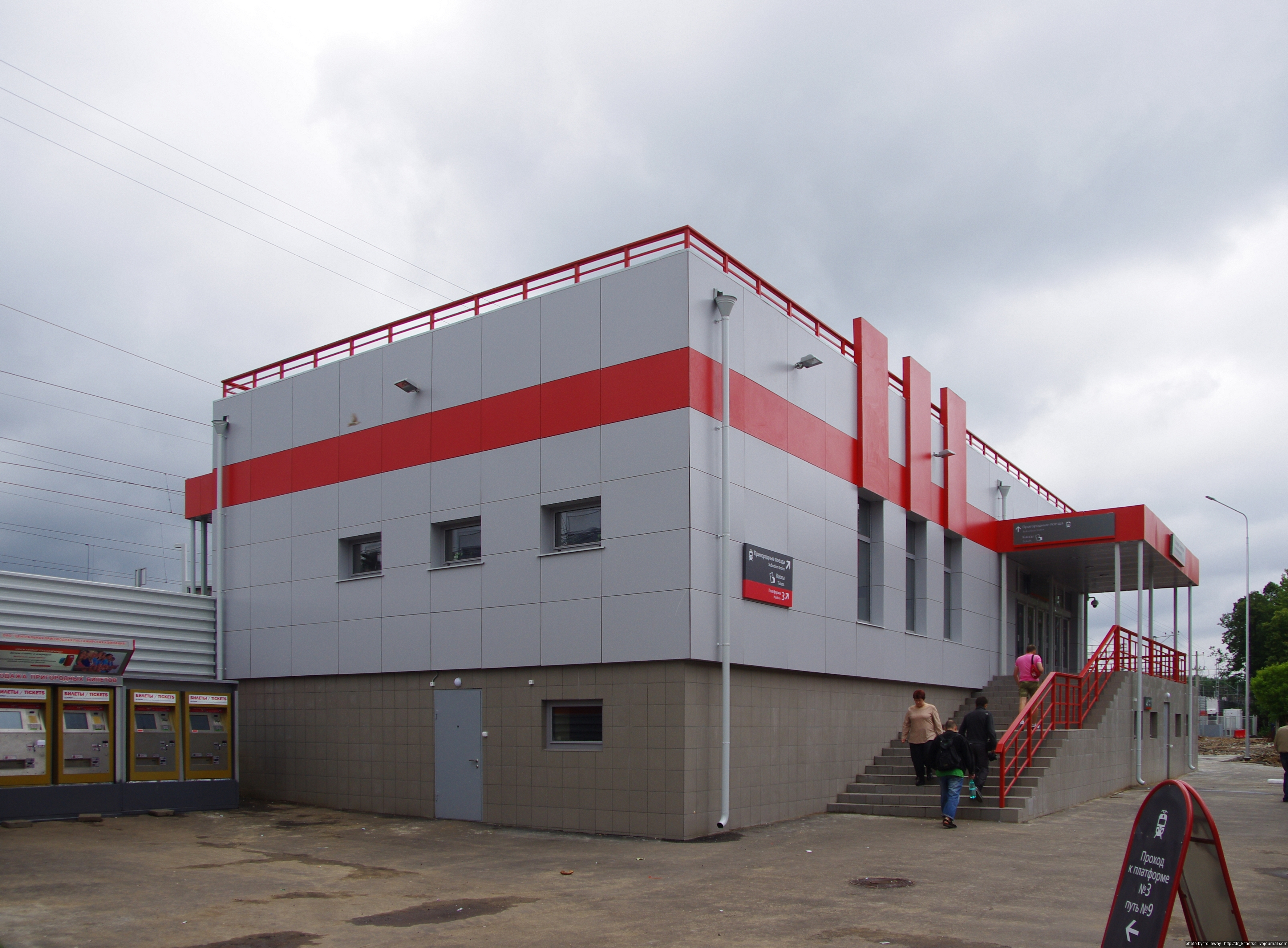
Турникетный вестибюль береговой платформы
- Открытие нового надземного перехода после реконструкции

## В кинематографе
- «Цирк» (1936)
- «Высокая награда» (1939)
- «Длинносоставные пассажирские поезда» (1987) док. фильм